# Typhlops luzonensis
Typhlops luzonensis là một loài rắn trong họ Typhlopidae. Loài này được Taylor mô tả khoa học đầu tiên năm 1919.